# Nepenthes surigaoensis
Nepenthes surigaoensis là một loài nắp ấm thuộc họ Nắp ấm. Đây là loài bản địa đảo Mindanao của Philippines nơi nó mọc ở độ cao 800-1000 mét trên mực nước biển.